# セシル・シャミナード
セシル・ルイーズ・ステファニー・シャミナード（Cécile Louise Stéphanie Chaminade, 1857年8月8日 - 1944年4月13日）は、フランスの作曲家・ピアニスト。出版作品と演奏活動によって、経済的に自立した最初の女性作曲家といわれる。とりわけピアノ曲《スカーフの踊り》（Pas des écharpes）は世界的にヒットし、それを記念して1910年にはイギリスの香水会社によって彼女のプロフィールを付けた石鹸が発売された。
同族の縁者に福者ギヨーム・ジョゼフ・シャミナードがいる。

## 生涯
パリのブルジョワジーの家庭に生まれる。母の手ほどきでピアノを始める。幼年期から作曲を試み、8歳のときいくつかの宗教曲をジョルジュ・ビゼーに演奏して聴かせ、「小さなモーツァルト」と呼ばれて可愛がられた。当時のパリ音楽院の作曲科は女性に対して公式な入学許可を与えていなかったため、個人教授でル・クーペやサヴァール、マルシックにピアノを、バンジャマン・ゴダールに作曲を師事した。しかし、父親は彼女の音楽学習を容認しようとしなかった。
18歳で最初の演奏会を行い、徐々に作曲家としての認知を受けるようになった。1879年に国民音楽協会の正会員に迎えられる。アンブロワーズ・トマは彼女を評して、「作曲する女性というより、女性の作曲家というべきだ」と述べている。
初期には管弦楽曲やピアノ協奏曲のほか、オペラやバレエなども作曲したが、経済的自立を選んでからは《スカーフの踊り》などのピアノ曲や《銀の輪環》や《春が来た》（Ritournelle）などのサロン歌曲を数多く手懸ける。そのほとんどが出版され、経済的にも大きな収入を得た。
初期にフランス国内で数度演奏旅行を行っていたが、1892年にイギリスでデビューすると、イギリスでその作品は人気を集めるようになる。1894年にはヴィクトリア女王に御前演奏を行なう。その後はアメリカ合衆国からトルコ（当時はオスマン帝国）まで演奏旅行を行い、1910年にピアノ・ロールにも自作の録音を残した。英語はまったく知らなかったが、特にイギリスやアメリカで成功するとこれらの国々に親近感をもつようになり、アメリカの女性作曲家の先駆者エイミー・ビーチと文通を続けた。
1901年に10歳年長のマルセイユの楽譜出版商ルイ＝マチュー・カルボネルと結婚するが同居せず、年末に互いの住まいを行き来したため、偽装結婚なのではないかと噂された。カルボネルが1907年に没してからは、再婚しようとしなかった。
1908年に初めて訪米し、数え切れない数の崇拝者から熱烈な歓迎を受ける。ホワイトハウスでセオドア・ルーズヴェルトに御前演奏を行なった。1913年に女性作曲家として初めてレジオン・ドヌール勲章を授与された。夫と母親を喪ってから、1910年を前後する4年間に、降霊術やオカルトに熱中して音楽活動を顧みず、また1918年から菜食主義による無謀なダイエットが原因で骨粗鬆症を来たして歩行困難となり、後に左足を失う結果となった。
晩年は、社会情勢の悪化に伴いモンテカルロに隠居し（1930年）、ヴィシー政権により契約先のユダヤ系の出版社エノック（Enoch）が圧迫されると、印税を当てにすることができなくなったと言われている。

## 没後の評価、作風など
生前の成功にもかかわらず、没後の20世紀後半は長らく忘却に甘んじてきた。しかし1990年代に《フルートと管弦楽のためのコンチェルティーノ》がたびたび演奏・録音されるようになり、その後はピアノ曲も復活を遂げている。
フランスの女性作曲家としては、ポーリーヌ・ヴィアルドやオーギュスタ・オルメスと同じく、伝統的にサロン歌曲の作品を多く作曲したが、器楽曲や、少ないながらもソナタ形式を踏んだ作品をいくつか作曲した点で、当時としては異色の女性作曲家であった。オルメスと違って管弦楽曲やカンタータの大作を遺していない。
約100曲のピアノ曲は、そのほとんどがキャラクターピースであり、当時「女性らしい」とみなされたいくつかの特質（構築性より叙情性の追究、繊細さ、柔和さ、優雅さ、しめやかさ、ウィット）が戦略的に強調されている。一方でそのような音楽的趣味は、クープランのクラヴサン曲からの影響を指摘する向きもある。
ドビュッシーとほとんど同世代であったものの、その音楽にはあまり好感が持てないと言い、マスネに傾倒していると述べた。しかし多くのピアノ曲は、彼女がむしろシャブリエとプーランクの間をとりもつ作曲家であったことを示している。

### 主要作品
- 管弦楽曲
  - ピアノと管弦楽のためのコンツェルトシュテュック 作品40
  - フルートと管弦楽のためのコンチェルティーノ 作品107 （一般的にはピアノ伴奏版が有名）
  - バレエ音楽《カリロエー》（Callirhoé）

- 室内楽曲
  - ピアノ三重奏曲 第1番 ト短調 作品11
  - ピアノ三重奏曲 第2番 イ短調 作品34
  - ヴァイオリンとピアノのための《スペインのセレナード》（Sérénade espagnole）作品150（原曲はピアノ曲、フリッツ・クライスラー編曲）

- ピアノ曲
  - ピアノ・ソナタ ハ短調 作品21
  - 6つの演奏会用練習曲 作品35
    - 1. スケルツォ ハ長調
    - 2. 秋 変ニ長調（作品35では最も有名）
    - 3. 糸を紡ぐ女 ホ長調
    - 4. アレグロ ハ短調（原曲はピアノ・ソナタのフィナーレ）
    - 5. 即興曲 ヘ長調
    - 6. タランテラ ニ長調

  - スカーフの踊り（Pas de écharpes） 作品37-3（バレエ音楽《カリロエー》の抜粋・編曲）
  - 女道化師 作品41
  - 媚び諂う女 作品50
  - アラベスク 作品61
  - 無言歌集作品76
    - 1. 想い出
    - 2. 高揚
    - 3. 牧歌
    - 4. ブルターニュの踊り
    - 5.
    - 6. 瞑想曲

  - 過去 作品87-4
  - 夜の漁師 作品127-4

- 歌曲　：　多数